# Mary (film, 2017)
Pour les articles homonymes, voir Gifted (homonymie) et Mary.
Pour plus de détails, voir Fiche technique et Distribution.
Mary (Gifted) est un film américain réalisé par Marc Webb, sorti en 2017.
Sélectionné au Festival du cinéma américain de Deauville 2017, il remporte le Prix du public.

## Synopsis
(décembre 2024).
À St. Petersburg, en Floride, Mary Adler, une petite fille de sept ans, génie des mathématiques, vit avec son oncle et tuteur de fait, Frank. Sa meilleure amie est sa voisine de 43 ans, Roberta Taylor. Frank est un ancien professeur de philosophie et aujourd'hui réparateur de bateaux ; il est convaincu que Mary devrait fréquenter une école primaire ordinaire pour avoir une enfance normale.
Le premier jour de CP, Mary fait preuve d'un talent mathématique remarquable, qui impressionne son institutrice, Bonnie Stevenson. Bonnie tente d'en parler à Frank, mais il essaie de lui faire croire qu'il s'agit du système Trachtenberg. Bonnie fait passer à Mary, un test de mathématiques universitaire et se confronte à nouveau à Frank. On apprend que la mère de Mary, Diane, était une mathématicienne prometteuse ; elle s'était consacrée au problème de Navier-Stokes (l'un des problèmes non résolus du Prix du Millénaire) avant de se suicider lorsque Mary avait six mois. La petite fille vit depuis avec Frank. 
Malgré le dédain initial de Mary pour les enfants de son âge et son ennui en classe, elle se lie d'amitié avec eux lorsqu'elle amène son chat borgne, Fred, pour une séance de démonstration. Plus tard, elle défend un camarade de classe contre un petit tyran dans le bus scolaire, sans que Frank ne s'en préoccupe. Après l'incident, la directrice de l'école, ayant découvert le talent de Mary en mathématiques, encourage Frank à l'envoyer dans une école privée pour enfants surdoués, en lui offrant la possibilité d'une bourse. Frank refuse, se basant sur les expériences de sa famille dans des écoles similaires.
La directrice contacte Evelyn, la mère de Frank et grand-mère maternelle de Mary. Evelyn est une ancienne mathématicienne ; elle estime que les personnes qui ont de grandes capacités, comme Mary, ont l'obligation d'utiliser leurs talents pour aider la société ; elle estime que Mary doit recevoir un enseignement spécial, pour consacrer sa vie aux mathématiques, comme Diane. Frank reste catégorique : sa sœur aurait voulu que Mary soit dans une école normale et vive l'enfance qu'elle n'a pas eue. Evelyn le poursuit en justice pour obtenir la garde complète de l'enfant.
Alors qu'elle témoigne à la barre, Evelyn révèle qu'elle a non seulement scolarisé Diane à la maison, mais qu'elle l'a également isolée socialement, afin qu'elle puisse se concentrer entièrement sur les mathématiques. Lorsque Diane et son petit ami adolescent se sont enfuis dans une station de ski, Evelyn a intenté une action en justice. Elle a menacé d'accuser ce dernier d'enlèvement, le forçant à couper les ponts avec Diane. Diane a tenté de se suicider une première fois peu après, ce qui, selon Evelyn, était un incident isolé.
Dans son témoignage, Frank admet avoir un emploi mal payé et vit sans assurance maladie. Son avocat craint que le juge ne se range du côté d'Evelyn, en raison de ses meilleurs revenus, de sa meilleure couverture santé et de son logement ; il encourage Frank à envisager un accord orchestré par l'avocat d'Evelyn. Mary serait placée en famille d'accueil et fréquenterait l'école privée dans laquelle Evelyn veut l'inscrire. Les parents d'accueil vivent à 25 minutes de la maison de Frank, il aura droit à des visites programmées et Mary pourra décider où elle veut vivre après son 12e anniversaire.
Mary est dévastée d'être placée en famille d'accueil et refuse de voir Frank quand il lui rend visite. Lorsque Bonnie - avec qui Frank a commencé une relation - voit une photo de Fred, le chat borgne de Mary, elle alerte Frank. Il récupère le chat à la fourrière quelques instants avant qu'il ne soit euthanasié ; il apprend que Fred a été amené à la fourrière pour des raisons d'allergie. Frank comprend qu'Evelyn, allergique aux chats, supervise l'éducation de Mary dans la maison d'hôtes de la famille d'accueil.
Il se rend dans la famille d'accueil, se réconcilie avec Mary, et révèle à Evelyn que Diane a effectivement résolu le problème de Navier-Stokes. Mais elle a laissé des instructions à son frère pour ne pas publier l'équation avant la mort d'Evelyn, révélant son profond ressentiment envers sa mère. Il sait que résoudre le problème de Navier-Stokes est tout pour Evelyne ; il lui offre de publier le travail si elle abandonne sa demande de garde. Elle accepte. Mary est remise sous la garde de Frank, retourne à l'école publique, et se socialise avec des enfants de son âge tout en suivant des cours de niveau universitaire.

## Fiche technique
- Titre français : Mary
- Titre original : Gifted
- Réalisation : Marc Webb
- Scénario : Tom Flynn
- Directeur de la photographie : Stuart Dryburgh
- Musique : Rob Simonsen
- Montage : Bill Pankow
- Décors : Laura Fox
- Production : Andy Cohen, Karen Lunder, Glen Basner
- Société de production : FilmNation Entertainment
- Société de distribution : Fox Searchlight Pictures (États-Unis), Twentieth Century Fox (France)
- Pays de production :  États-Unis
- Format : couleur — 35 mm
- Genre : drame
- Durée : 101 minutes
- Dates de sortie : 
  - États-Unis : 7 avril 2017
  - France : 13 septembre 2017

## Distribution
- Chris Evans (VF : Alexandre Gillet) : Frank Adler
- Mckenna Grace (VF : Lévanah Solomon) : Mary Adler
- Jenny Slate (VF : Carine Ribert) : Bonnie Stevenson
- Octavia Spencer (VF : Astrid Bayiha) : Roberta Taylor
- Lindsay Duncan (VF : Isabelle Gardien) : Evelyn Adler
- John M. Jackson : le juge Edward Nichols
- Glenn Plummer (VF : Namakan Koné) : Greg Cullen, l'avocat de Frank Adler
- John Finn (VF : Jean-Luc Kayser) : Aubrey Highsmith, l'avocat d'Evelyn Adler
- Keir O'Donnell (VF : Arnaud Laurent) : Bradley Pollard, le père biologique de Mary
- Julie Ann Emery (VF : Barbara Tissier) : Pat Golding
- Joe Chrest (VF : Xavier Béjà) : Kevin Larsen
- Elizabeth Marvel : la directrice de l'école
- Angela Nowitzke : Hospital Administrator
- Jona Xiao (VF : Maïa Liaudois) : Lijuan
- Kelly Collins Lintz : Claire Larsen
- Jon Sklaroff : Seymore Shankland
- Candace B. Harris (VF : Lily Rubens) : Carly Rosen
- Ashley L. Thomas (VF : Caroline Espargilière) : employée de SPA

Version française
- Société de doublage : Dubbing Brothers
- Direction artistique : Barbara Tissier
- Adaptation des dialogues : Juliette Vigouroux et Nicolas Zeimet

 Source et légende : version française (VF) sur RS Doublage

Photos des acteurs principaux
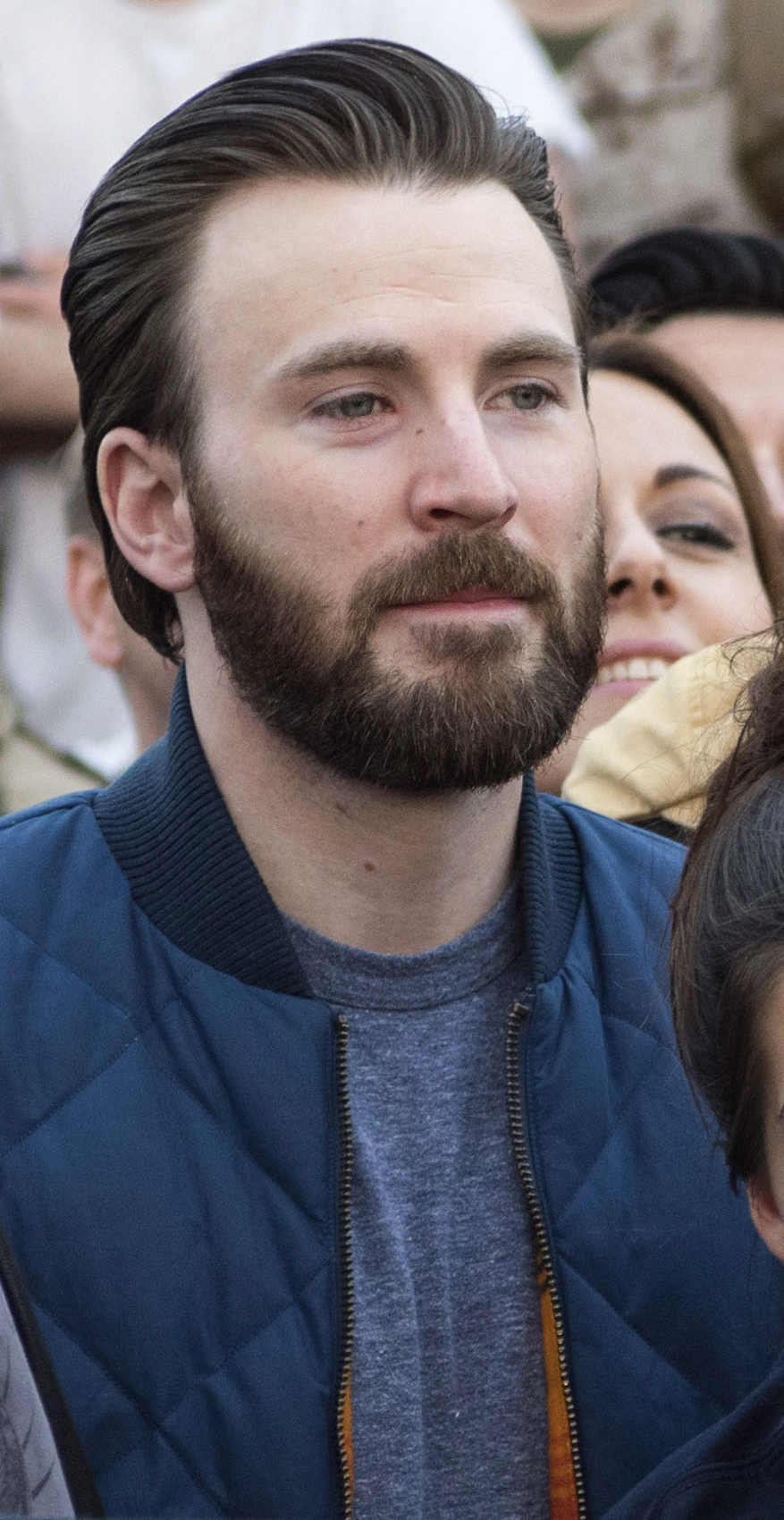
Chris Evans dans le rôle de Frank Adler.
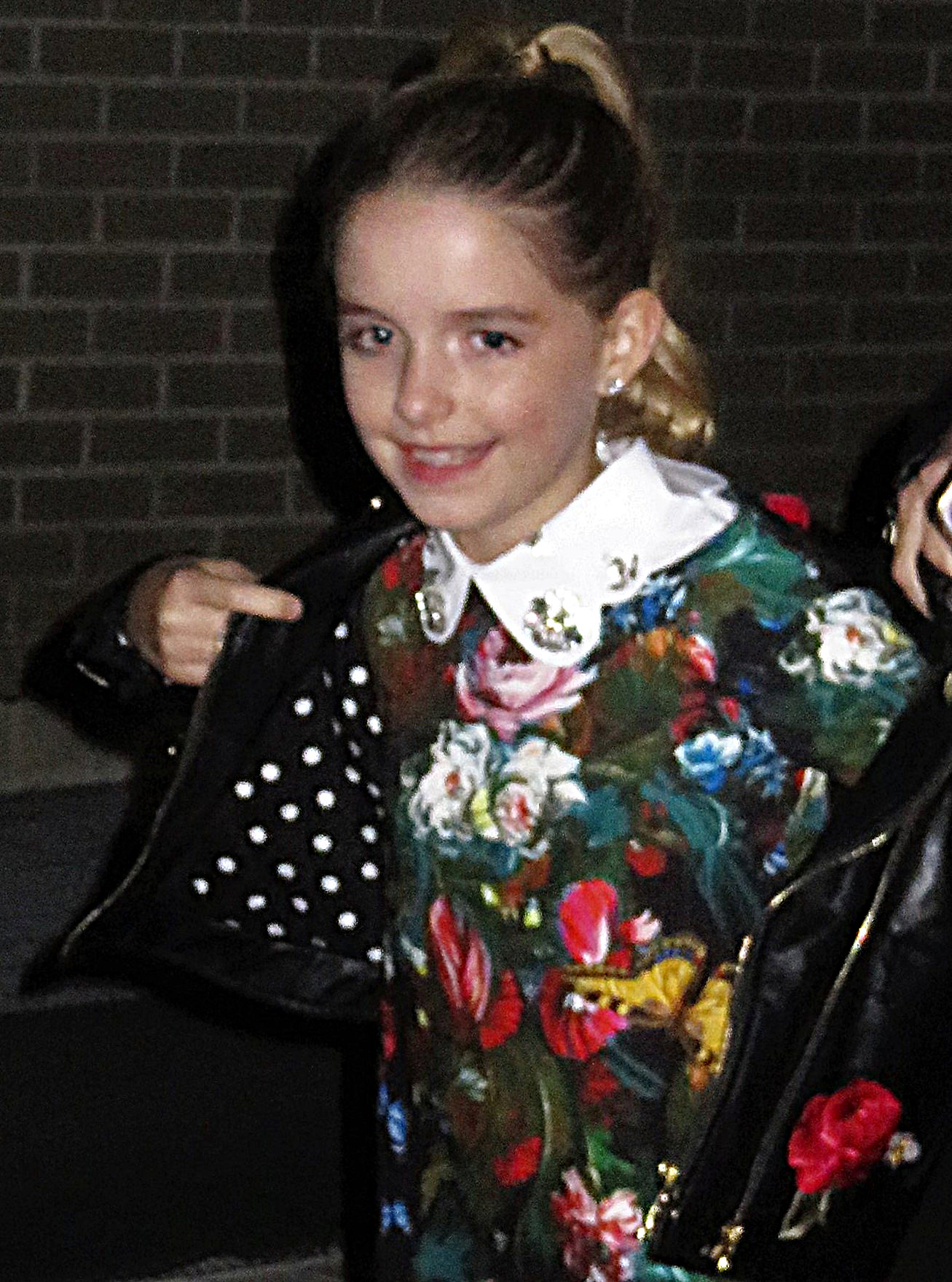
Mckenna Grace dans le rôle de Mary Adler.
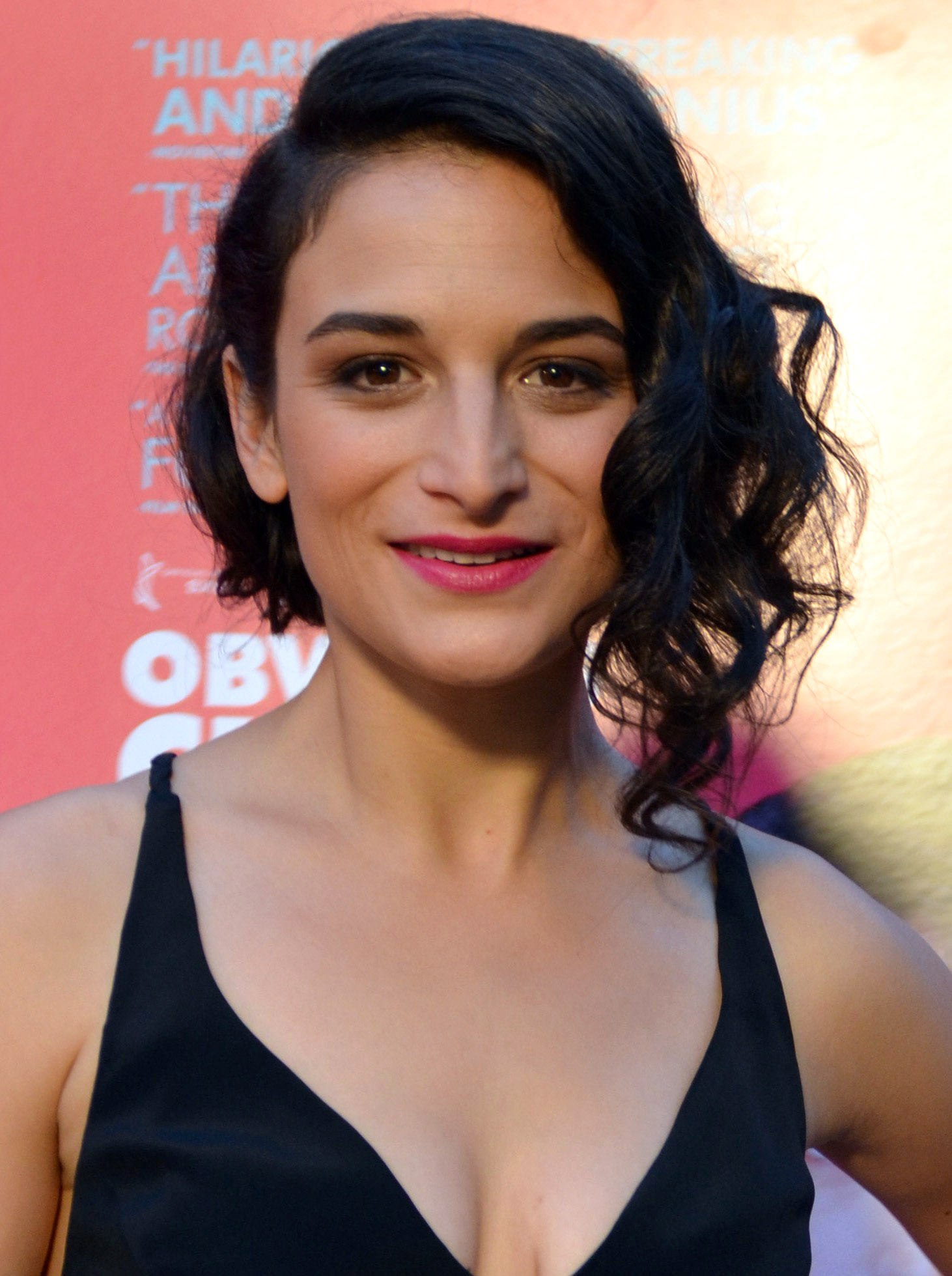
Jenny Slate dans le rôle de Bonnie Stevenson.
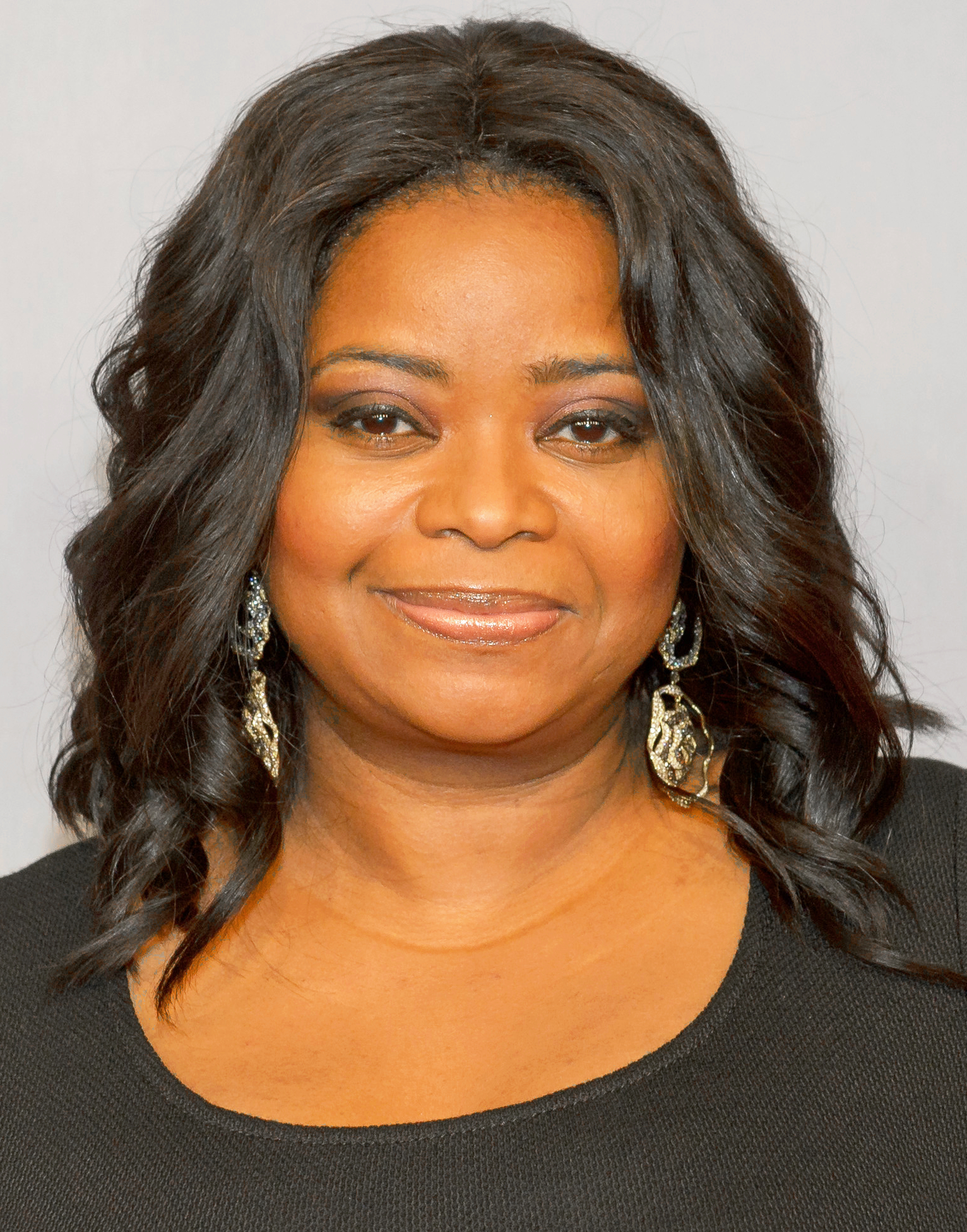
Octavia Spencer dans le rôle de Roberta Taylor.
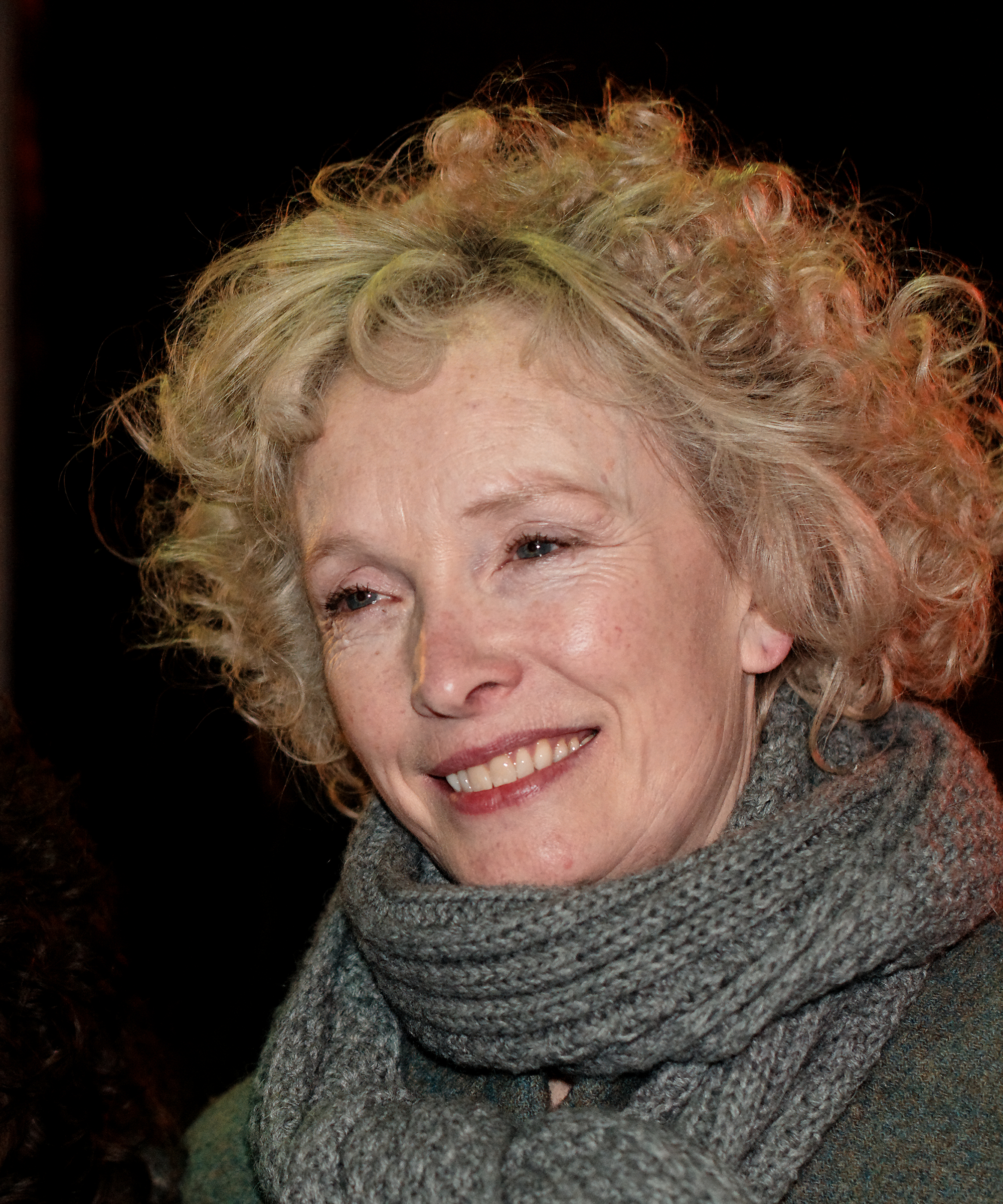
Lindsay Duncan dans le rôle de Evelyn Adler.

## Production

### Attribution des rôles
- Chris Evans et Octavia Spencer avaient déjà tourné ensemble quatre ans auparavant, dans Snowpiercer.

### Tournage
Le tournage a officiellement débuté le mercredi 14 octobre 2015 à Savannah, en Géorgie (États-Unis).

## Accueil

### Critique
Sur le site d'agrégation de critiques Rotten Tomatoes, Gifted a un taux d'approbation de 73 % basé sur 173 critiques, avec une note moyenne de 6,4/10. 
Le consensus critique du site se lit comme suit : « Gifted n'est pas aussi brillant que son protagoniste de petite taille, mais un casting charmant tire un drame respectablement engageant d'une prémisse assez prévisible. »  
Sur Metacritic, le film a une note moyenne pondérée de 60 sur 100, basée sur 33 critiques, indiquant des « critiques mitigées ou moyennes ».  Les audiences interrogées par CinemaScore ont donné au film une note moyenne de « A » sur une échelle de A+ à F.
Colin Covert du Star Tribune a donné au film 3/4 étoiles, en disant : « Bien sûr, c'est un film simple et direct, mais parfois c'est tout ce dont on a besoin tant que son cœur est vrai. »   
À propos de la performance d'Evans, Owen Gleiberman de Variety a déclaré : « Chris Evans, honteux et chiffonné, avec la barbe d'un mécanicien qui ne se donne pas la peine de se raser, donne une performance engagée, dégageant une chaleur simple que nous n'avons pas vue dans les films « Captain America » ».   
Richard Roeper a donné au film 4 étoiles sur 4 et a déclaré : « Gifted n'est pas le meilleur film, ni le plus sophistiqué, ni le plus original de l'année jusqu'à présent, mais c'est peut-être mon préféré ». 
En France, l'accueil critique est contrasté : le site Allociné recense une moyenne des critiques presse de 2,6⁄5, et des critiques spectateurs à 4,2⁄5.
Pour le journal Le Parisien, le film a le mérite de présenter des protagonistes intéressants « "Mary" n'évite pas toujours les violons, mais les dialogues sont drôles, les relations entre les personnages finement brossées et la jeune comédienne bluffante. ».
L'hebdomadaire Le Nouvel Observateur regrette le manque d'originalité de ce drame : « Dire que l'on a déjà vu tout cela mille fois serait un euphémisme. Le scénario file droit, les acteurs font leur job. On peut même s’amuser à deviner leurs répliques avant qu’ils ne les disent. Manque le débat d’après projection sur le thème : Comment éduquer un enfant surdoué ? ».

### Box-office
| Pays ou région        | Box-office      | Date d'arrêt du box-office | Nombre de semaines |
| --------------------- | --------------- | -------------------------- | ------------------ |
| États-Unis            | 24 801 212 $    | 24 août 2017               | 20                 |
| France                | 109 477 entrées | 24 octobre 2017            | 6                  |
| Total hors États-Unis | 18 268 042 $    |                            |                    |
| Total mondial         | 43 069 254 $    |                            |                    |

## Distinctions
| Année | Prix                                           | Catégorie                               | Nomination      | Résultat   |
| ----- | ---------------------------------------------- | --------------------------------------- | --------------- | ---------- |
| 2017  | 19e cérémonie des Teen Choice Awards           | Meilleur film dramatique                | Mary            | Nomination |
| 2017  | 19e cérémonie des Teen Choice Awards           | Meilleur acteur dans un film dramatique | Chris Evans     | Nomination |
| 2017  | Festival du cinéma américain de Deauville 2017 | Prix du public                          | Mary            | Lauréat    |
| 2018  | 49e cérémonie des NAACP Image Awards           | Meilleure actrice                       | Octavia Spencer | Lauréat    |